# Chełchy (gromada)
Chełchy – dawna gromada, czyli najmniejsza jednostka podziału terytorialnego Polskiej Rzeczypospolitej Ludowej w latach 1954–1972.
Gromady, z gromadzkimi radami narodowymi (GRN) jako organami władzy najniższego stopnia na wsi, funkcjonowały od reformy reorganizującej administrację wiejską przeprowadzonej jesienią 1954 do momentu ich zniesienia z dniem 1 stycznia 1973, tym samym wypierając organizację gminną w latach 1954–1972.
Gromadę Chełchy z siedzibą GRN w Chełchach utworzono – jako jedną z 8759 gromad – w powiecie ełckim w woj. białostockim, na mocy uchwały nr 13/V WRN w Białymstoku z dnia 4 października 1954. W skład jednostki weszły obszary dotychczasowych gromad Chełchy, Czaple, Krokocie, Przykopka, Płociczno, Romejki i Szczudły ze zniesionej gminy Golubie oraz obszary dotychczasowych gromad Buczki, Sędki i Szeligi ze zniesionej gminy Ełk w tymże powiecie. Dla gromady ustalono 12 członków gromadzkiej rady narodowej.
1 stycznia 1972 do gromady Chełchy przyłączono wieś Golubie ze zniesionej gromady Wysokie; z gromady Chełchy wyłączono natomiast wsie Buczki i Szeligi oraz część lasów państwowych Nadleśnictwa Pisanica obręb Przykopka o powierzchni 284,81 ha, obejmującą oddziały Nr Nr 154—166, 169 i 170 włączając je do nowo utworzonej gromady Ełk.
Gromada przetrwała do końca 1972 roku, czyli do kolejnej reformy gminnej.